# 11141 Jindrawalter
11141 Jindrawalter (1997 AX14) là một tiểu hành tinh vành đai chính được phát hiện ngày 12 tháng 1 năm 1997 bởi J. Ticha và M. Tichy ở Klet.